# Rainbow Pocket
Rainbow Pockets zijn pocketboeken (kleine paperbacks) in de boekenreeks binnen het Nederlands taalgebied van Uitgeverij Rainbow, herkenbaar aan het regenbooglogo. Rainbow werkt samen met andere uitgeverijen en publiceert alleen pockets van eerder verschenen boeken, dichtbundels en bloemlezingen.

## Geschiedenis
De Rainbow Pocketboeken werden uitgegeven door Uitgeverij Maarten Muntinga, maar staan onder eigen naam bekend. De eerste Rainbow Pocket verscheen in 1983. De reeks is genummerd en was jarenlang ook herkenbaar aan een gele rug met zwarte letteropdruk. Aanvankelijk werden de Rainbow Pockets uitgegeven als goedkopere herdruk van een reeds bestaand werk dat al een goede verkoop had gekend en waar nog vraag naar was. Later verschenen er ook uitgaven die door uitgeverij Muntinga samengesteld of geredigeerd werden, zoals de bloemlezing Doen en laten uit het werk van de dichteres Judith Herzberg.
Op 22 augustus 2012 maakte uitgeverij Muntinga bekend haar faillissement aan te vragen. Als reden noemt hij de slechte markt en de komst van de e-reader. In oktober 2012 werd bekend dat met De Harmonie, uitgever van onder meer Harry Potter, een partner was gevonden voor een doorstart van de pockets via de nieuwe uitgeverij Rainbow bv. Op 13 juli 2022 werd Rainbow overgenomen door Overamstel Uitgevers.